# Ali Hazelwood
Ali Hazelwood é o pseudônimo de uma escritora de romances italiana e professora de neurociência. Muitos de seus trabalhos centram-se em mulheres nas áreas STEM e na academia. Seu romance de estreia, A Hipótese do Amor, foi um best-seller do New York Times .

## Carreira
O primeiro romance de Hazelwood, A Hipótese do Amor, foi publicado em setembro de 2021. Esteve na lista dos mais vendidos do The New York Times por mais de 40 semanas. A história foi originalmente escrita como uma fanfiction de Star Wars sobre Rey e Kylo Ren, que Hazelwood publicou pela primeira vez no site Archive of Our Own em 2018. Em 2020, Hazelwood foi abordada por um agente literário sobre a história, que então a ajudou a prepará-la para publicação. Em 2022, Hazelwood publicou seu segundo romance completo, A Razão do Amor, bem como três novelas: Sob o Mesmo Teto, Presa com Você e Abaixo de Zero.
Em 2023, Hazelwood compilou suas três novelas em um livro intitulado Odeio te amar. Nesse mesmo ano, ela lançou seu terceiro romance adulto, Amor, Teoricamente, bem como seu primeiro romance jovem adulto, Xeque-mate. Em 2024, ela lançou o romance paranormal Noiva. Seu sétimo livro, Não é amor, lançou em junho de 2024. Em 2025, a autora lançou outro romance que protagoniza uma atleta de saltos ornamentais chamado No fundo é amor.

## Vida pessoal
Hazelwood nasceu e foi criada na Itália e morou no Japão e na Alemanha antes de se mudar para os Estados Unidos atrás do seu doutorado em neurociência. Durante sua pós-graduação, Hazelwood pesquisou simulação neural e neurociência cognitiva.
Hazelwood trabalhou como professora até 2023, quando fez uma pausa na academia para se concentrar na carreira de escritora.

### Romances
- A Hipótese do Amor (2021)
- A Razão do Amor (2022)
- Amor, teoricamente (2023)
- Xeque-mate (2023)
- Noiva (2024)
- Não é amor (2024)
- No Fundo é Amor (2025)

### Novelas
- Coleção Odeio te amar (2023):
  - Sob o mesmo teto (2022)
  - Preso com você (2022)
  - Abaixo de Zero (2022)